# Königssee

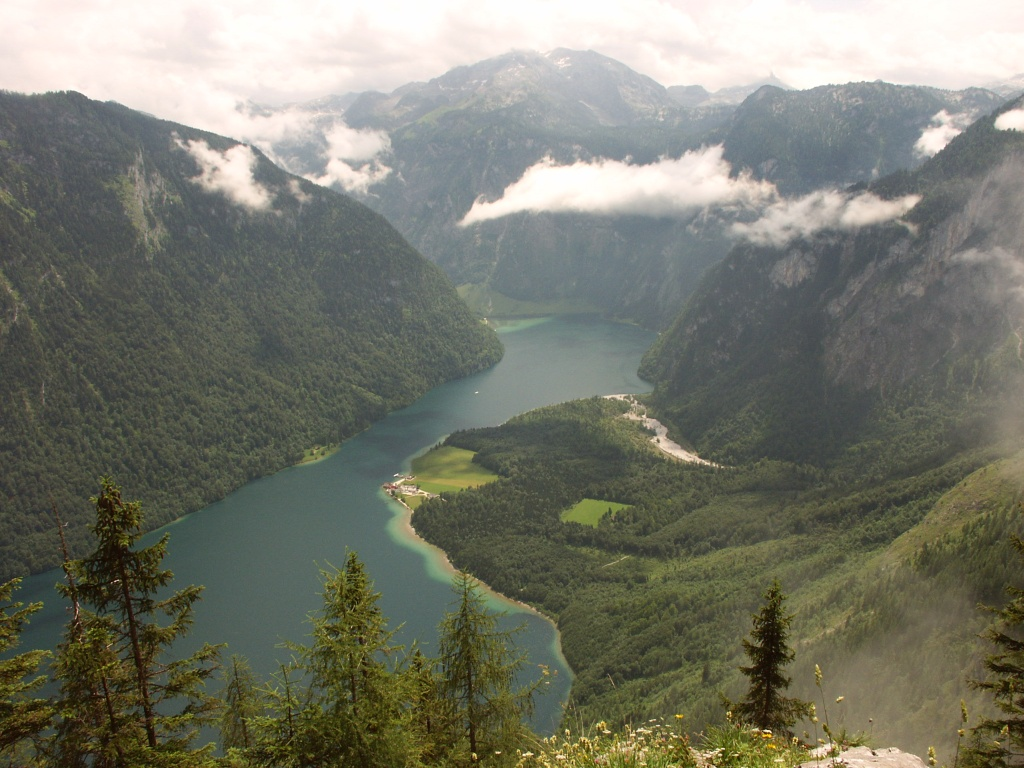
Vista del llac amb la península on hi ha l'església de St. Bartomeu

El Königssee és un llac alemany d'origen glacial situat als Alps, a l'extrem sud-est de l'estat de Baviera. Dintre del terme municipal de Schönau am Königssee, al districte de Berchtesgadener Land a l'Alta Baviera, prop de la frontera amb Àustria. El seu nom significa literalment llac del rei. La seva superfícies és d'uns 5,218 km², fa una 6,30 km de llarg, 1,05 km d'amplada màxima i té una fondària màxima de 190 m, essent el llac més profund d'Alemanya. Excepte per la banda sud, on hi ha la població de Schönau am Königsee i per on surt el seu emissari, el riu Königsseer Ache, és envoltat per escarpades muntanyes alpines, incloent-hi el Watzmann.
El llac és conegut per la puresa i transparència de les seves aigües, s'anuncia com el llac més net d'Alemanya. Per aquesta raó, des de 1909, només el poden travessar embarcacions amb motor elèctric o a pedals. El llac i els seus voltants són un important atractiu turístic.